# Otochilus fuscus
Otochilus fuscus är en orkidéart som beskrevs av John Lindley. Otochilus fuscus ingår i släktet Otochilus och familjen orkidéer. Inga underarter finns listade i Catalogue of Life.